# Electric Shock (EP)
"Electric Shock" là mini album thứ hai của f(x). Đĩa nhạc phát hành trên trang nhạc kỹ thuật số vào ngày 10 tháng 6 năm 2012 và phát hành physically vào ngày 13 tháng 6 năm 2012, thông qua SM Entertainment. Bài hát chủ đề là "Electric Shock", đạt được vị trí cao trên Gaon Charts. Đĩa nhạc đã bán tổng cộng hơn 70.000 bản tại Hàn Quốc.

## Giới thiệu bài hát
Đĩa đơn và bài hát chủ đề, "Electric Shock", là bài hát electronic-dance. Lời bài hát bắt đầu mỗi dòng với từ "jeongichunggyeok" ("Electric Shock" trong tiếng Anh). Nó được viết ra và sắp xếp bởi Willem Laseroms, Maarten, Maarten Ten Hove và Joachim Vermeulen Windsant, và sản xuất bởi Future Presidents. MV được phát hành vào  ngày 11 tháng 6 năm 2012, và vũ đạo được biên đạo bởi Jillian Meyers.
Bài hát "Jet" được sáng tác bởi nhạc sĩ của SM Entertainment là Kenzie, ca khúc có giai điệu hip-hop và electronic dance; Amber đã viết lời rap cho bài.
Bài hát "Zig Zag" đặc biệt tập trung vào "sự trẻ trung và tươi mới của giọng hát" của các thành viên f(x) mà thêm vào các âm thanh urban electronic với việc sử dụng guitar điện và nhịp trống. Bài hát đã được soạn và viết bởi nhà sản xuất âm nhạc Hitchhiker. Lời được sáng tác bởi Kim Bumin người thường làm việc với Hitchhiker.
Bài hát "Beautiful Stranger" hát bởi Amber, Luna và Krystal, và có cảm giác urban và hip-hop. Giọng hát và các nốt cao được thể hiện bởi Luna và Krystal, trong khi Amber rap. Các đoạn có nhịp trống và bộ gõ thực hiện thông qua guitar điện. Các điệp khúc có phần bass. Bài hát được sáng tác bởi một nhóm nhà sản xuất âm nhạc bao gồm Aminata 'Amy' Kabba, Jason Gill nhạc sĩ  Mich Hansen ("Cutfather").

## Quảng bá
Vào ngày 10 tháng 7 năm 2012, mini album Electric Shock phát hành trên bảng xếp hạng nhạc số tại Hàn Quốc và thế giới. f(x) bắt đầu quảng bá cho ca khúc chủ đề "Electric Shock" trên M!Countdown vào ngày 14 tháng 6, f(x) đã quảng bá cho bài hát  "Jet" như một phần của một màn biểu diễn đặc biệt. Họ biểu diễn "Electric Shock" trên các chương trình âm chương như Music Bank, Show!Music Core, Inkigayo và M!Countdown. "Electric Shock" đã giành tổng cộng 9 lần chiến thắng trên các show.

## Đánh giá chuyên môn
Vào ngày 22 tháng 1 năm 2013, bài hát "Electric Shock" đã được bình chọn bởi các chuyên gia ngành công nghiệp âm nhạc vị trí số 4 trong danh sách top 10 bài hát của năm 2012 và mini album Electric Shock đứng vị trí thứ 8 trong top 10 album trong nước hàng đầu của năm.

## Giải thưởng
Tại buổi họp báo cho Korean Music Awards lần thứ 10 vào ngày 29 tháng 1 năm 2013, nó đã công bố bài hát "Electric Shock" và "Jet" cả hai đều đã được đề cử cho Best Dance và bài hát nhạc điện tử xuất sắc nhất. Liên quan đến hai bài hát của các nghệ sĩ cùng được đề cử ở hạng mục tương tự, một đại diện của KMAs nói "Điều này là do các bài tương ứng có đánh giá âm nhạc tuyệt vời và thay vì bỏ qua chúng vì cùng một nghệ sĩ, chúng tôi đã chọn ra để nhận thấy điểm mạnh của chúng"

## Xếp hạng
Mini album Electric Shock đứng đầu trên Gaon Album Chart trong tuần đầu tiên phát hành. Ca khúc chủ đề đứng vị trí số một trên Gaon Digital Chart, được 630,510 bản trong tuần đầu tiên. Sau đó rớt xuống vị trí thứ 3 bán được 285.501 bản trong tuần sau. Cuối năm 2012, đĩa đã bán được 74.694 bản và đã bán được 2.150.840 bản.
| STT              | Nhan đề                                      | Phổ lời          | Phổ nhạc                                                      | Phối nhạc                                                     | Thời lượng |
| ---------------- | -------------------------------------------- | ---------------- | ------------------------------------------------------------- | ------------------------------------------------------------- | ---------- |
| 1.               | "Electric Shock"                             | Seo Ji-eum       | Willem Laseroms, Maarten Ten Hove, Joachim Vermeulen Windsant | Willem Laseroms, Maarten Ten Hove, Joachim Vermeulen Windsant | 03:15      |
| 2.               | "제트별 (Jet)" (Jet Star, Jeteu Byeol)       | Kenzie           | Kenzie                                                        | Kenzie                                                        | 03:21      |
| 3.               | "지그재그" (Zig Zag; Jigeu Jaegeu)           | Kim Boo-min      | Hitchhiker                                                    | Hitchhiker                                                    | 03:46      |
| 4.               | "Beautiful Stranger" (f(Amber+Luna+Krystal)) | Misfit           | Aminata Kabba A*M*E, Jason Gill, Mich Hansen                  | Lim Kwang-wook, Polar Monkeys                                 | 04:06      |
| 5.               | "Love Hate"                                  | Misfit           | Si Hulbert, Amy Richardson, Hannah Phaisey, Karen Ann Poole   | Si Hulbert, Amy Richardson, Hannah Phaisey, Karen Ann Poole   | 03:10      |
| 6.               | "훌쩍 (Let's Try)" (Huljjeok; Swept)         | Misfit           | Niara Scarlett, Pete 'Boxta' Martin                           | Lim Kwang-wook, Jung Soo-wan                                  | 03:32      |
| Tổng thời lượng: | Tổng thời lượng:                             | Tổng thời lượng: | Tổng thời lượng:                                              | Tổng thời lượng:                                              | 21:10      |

## Charts
| Bảng xếp hạng                        | Vị trí cao nhất |
| ------------------------------------ | --------------- |
| Nhật Bản Album (Oricon)              | 16              |
| Album Hàn Quốc (Circle)              | 1               |
| Album Hoa Kỳ Heatseekers (Billboard) | 21              |
| Album Hoa Kỳ World (Billboard)       | 2               |

| Bảng xếp hạng         | Vị trí cao nhất |
| --------------------- | --------------- |
| Hàn QuốcAlbums (Gaon) | 20              |